# Muntura Leica L
La muntura d'objectiu Leica L va ser desenvolupada per Leica per a càmeres d'objectiu intercanviable sense mirall.
La muntura L té un diàmetre de 51,6mm i una distància focal de brida de 20mm.
La muntura L existeix en dues versions, una versió APS-C (TL) i una versió de fotograma complet (SL). Les dues versions són compatibles mecànica i electrònicament. Les lents TL muntades a càmeres de fotograma complet faran que la càmera utilitzi un mode de retall des del centre del sensor, corresponent a la cobertura APS-C. Les lents SL muntades a les càmeres TL funcionen normalment, proporcionant un camp de visió de retall d'1,5x.

## De muntura T a L
La muntura T es va presentar l'abril de 2014 amb la Leica T. En la presentació, s'anomenava "T-mount", però això es va canviar a "L-mount" amb el llançament el 2015 de la Leica SL, una càmera de sensor de fotograma complet que utilitza la mateixa muntura. Llavors la Leica T es va actualitzar amb la Leica TL (2015), per així aclarir la línia de lents de muntura L: les lents TL cobririen sensors APS-C, mentre que les lents SL cobririen sensors de fotograma complet.
La muntura l'usen els sistemes Leica TL (descatalogat), TL2, Leica CL (2017) i Leica SL.

## Aliança de la muntura L
El 2018, Leica va formar l'aliança de la muntura L, donant llicències a Sigma i Panasonic, per utilitzar una versió actualitzada de la muntura per als seus propis productes, obrint el camí a un sistema més ampli de càmeres i objectius totalment compatibles.
El 25 de setembre de 2018, es va anunciar l'aliança de muntura entre Leica, Panasonic i Sigma, que permet als socis fer ús de l'estàndard desenvolupat per Leica per als seus propis desenvolupaments i oferir càmeres i lents amb aquesta muntura, donant total compatibilitat entre els productes de les tres empreses.
El febrer de 2019, Panasonic va presentar les seves dues primeres càmeres Full Frame amb muntura L, la Lumix DC-S1 i la DC-S1R i el primer objectiu el Lumix S Pro 50mm f/1.4.
El febrer de 2019, Sigma va anunciar que llençaria al mercat onze objectius de la sèrie Art amb muntura L i adaptadors per poder usar objectius de Muntura SA i Canon EF en càmeres amb muntura L. El juliol de 2019, la companyia va presentar la seva primera càmera Full Frame amb muntura L, la Sigma fp.
Ernst Leitz Wetzlar GmbH, el negoci de lents de cinema de Leica, es va unir a l'aliança el 2021, DJI ho va fer el 2022 i Samyang, Astrodesign i Blackmagic el 2023. El 2025, Sirui es va unir a l'aliança, amb el seu primer objectiu d'aquesta muntura, el Aurora 85mm f/1.4.

## Esquema de noms de les càmeres amb muntura L

### Leica
| Sensor     | Model       | Any  |
| ---------- | ----------- | ---- |
| APS-C      | Leica T     | 2014 |
| APS-C      | Leica TL    | 2016 |
| APS-C      | Leica TL2   | 2017 |
| APS-C      | Leica CL    | 2017 |
| Full Frame | Leica SL    | 2015 |
| Full Frame | Leica SL2   | 2019 |
| Full Frame | Leica SL2-S | 2020 |
| Full Frame | Leica SL3   | 2024 |
| Full Frame | Leica SL3-S | 2025 |

### Panasonic
| Model        | Any  |
| ------------ | ---- |
| Lumix S1     | 2019 |
| Lumix S1R    | 2019 |
| Lumix S1H    | 2019 |
| Lumix S5     | 2020 |
| Lumix BS1H   | 2021 |
| Lumix S5 IIX | 2023 |
| Lumix S5 II  | 2023 |
| Lumix S9     | 2024 |
| Lumix S1R II | 2025 |
| Lumix S1 II  | 2025 |

### Sigma
| Model      | Any  |
| ---------- | ---- |
| Sigma fp   | 2019 |
| Sigma fp L | 2021 |
| Sigma BF   | 2025 |

### DJI
| Model                 | Any  |
| --------------------- | ---- |
| Ronin 4D / Zenmuse X9 | 2021 |

### Blackmagic
| Model                | Any  |
| -------------------- | ---- |
| Blackmagic Cinema 6K | 2023 |
| Blackmagic PYXIS 6K  | 2024 |

## Objectius
Els objectius de muntura L, es divideixen en dues sèries, els SL, per a càmeres amb sensor Full Frame, i els TL, per a càmeres amb sensor APS-C.

### Leica fixos SL
| Distància focal | Obertura | Any  | Distància mínima d'enfoc | IS | Diametre de filtre |
| --------------- | -------- | ---- | ------------------------ | -- | ------------------ |
| 21mm            | 2.0      | 2023 | 0.21m                    | No | 67mm               |
| 28mm            | 2.0      | 2021 | 0.24m                    | No | 67mm               |
| 35mm            | 2.0      | 2019 | 0.27m                    | No | 67mm               |
| 35mm            | 2.0      | 2023 | 0.24m                    | No | 67mm               |
| 50mm            | 2.0      | 2019 | 0.35m                    | No | 67mm               |
| 50mm            | 2.0      | 2023 | 0.45m                    | No | 67mm               |
| 50mm            | 1.4      | 2019 | 0.60m                    | No | 82mm               |
| 75mm            | 2.0      | 2018 | 0.50m                    | No | 67mm               |
| 90mm            | 2.0      | 2018 | 0.60m                    | No | 67mm               |

### Leica zoom SL
| Distància focal | Obertura | Any  | Distància mínima d'enfoc | IS | Diametre de filtre |
| --------------- | -------- | ---- | ------------------------ | -- | ------------------ |
| 14-24mm         | 2.8      | 2023 | 0.28m                    | No | -                  |
| 16-35mm         | 3.5-4.5  | 2018 | 0.25m                    | No | 82mm               |
| 24-70mm         | 2.8      | 2021 | 0.18m                    | No | 82mm               |
| 28-70mm         | 2.8      | 2025 | 0,19m                    | No | 72mm               |
| 24-90mm         | 2.8-4    | 2015 | 0.30m                    | Sí | 82mm               |
| 70-200mm        | 2.8      | 2024 | 0.65m                    | Sí | 82mm               |
| 90-280mm        | 2.8-4    | 2015 | 0.60m                    | Sí | 82mm               |
| 100-400mm       | 5-6.3    | 2023 | 1.10m                    | Sí | 82mm               |

### Panasonic fixos SL
| Distància focal | Obertura | Any  | Distància mínima d'enfoc | IS | Diametre de filtre |
| --------------- | -------- | ---- | ------------------------ | -- | ------------------ |
| 18mm            | 1.8      | 2022 | 0.18m                    | No | 67mm               |
| 24mm            | 1.8      | 2021 | 0.24m                    | No | 67mm               |
| 26mm            | 8.0      | 2024 | 0.25m                    | No | -                  |
| 35mm            | 1.8      | 2021 | 0.24m                    | No | 67mm               |
| 50mm            | 1.8      | 2021 | 0.45m                    | No | 67mm               |
| 50mm            | 1.4      | 2019 | 0.44m                    | No | 77mm               |
| 85mm            | 1.8      | 2020 | 0.80m                    | No | 67mm               |
| 100mm           | 2.8      | 2024 | 0,20m                    | No | 67mm               |

### Panasonic zoom SL
| Distància focal | Obertura | Any  | Distància mínima d'enfoc | IS | Diametre de filtre |
| --------------- | -------- | ---- | ------------------------ | -- | ------------------ |
| 14-28mm         | 4.0      | 2023 | 0.15m                    | No | 77mm               |
| 16-35mm         | 4.0      | 2019 | 0.25m                    | No | 77mm               |
| 18-40mm         | 4.5-6.3  | 2024 | 0.15m                    | No | 62mm               |
| 20-60mm         | 3.5-5.6  | 2020 | 0.15m                    | No | 67mm               |
| 24-60mm         | 2.8      | 2025 | 0,19m                    | No | 77mm               |
| 24-70mm         | 2.8      | 2019 | 0.37m                    | No | 82mm               |
| 24-105mm        | 4.0      | 2019 | 0.30m                    | Sí | 77mm               |
| 28-200mm        | 4-7.1    | 2024 | 0.14m                    | Sí | 67mm               |
| 70-200mm        | 4.0      | 2019 | 0.92m                    | Sí | 77mm               |
| 70-200mm        | 2.8      | 2019 | 0.95m                    | Sí | 82mm               |
| 70-300mm        | 4.5-5.6  | 2021 | 0.54m                    | Sí | 77mm               |

### Sigma fixos SL
| Distància focal | Obertura | Any  | Distància mínima d'enfoc | IS | Diametre de filtre |
| --------------- | -------- | ---- | ------------------------ | -- | ------------------ |
| 14mm            | 1.8      | 2019 | 0.27m                    | No | -                  |
| 14mm            | 1.4      | 2023 | 0.30m                    | No | -                  |
| 17mm            | 4.0      | 2023 | 0.12m                    | No | 55mm               |
| 20mm            | 2.0      | 2022 | 0.22m                    | No | 62mm               |
| 20mm            | 1.4      | 2019 | 0.30m                    | No | 82mm               |
| 20mm            | 1.4      | 2022 | 0.23m                    | No | 82mm               |
| 23mm            | 1.4      | 2023 | 0.25m                    | No | 52mm               |
| 24mm            | 3.5      | 2020 | 0.11m                    | No | 55mm               |
| 24mm            | 2.0      | 2021 | 0.25m                    | No | 62mm               |
| 24mm            | 1.4      | 2019 | 0.25m                    | No | 77mm               |
| 24mm            | 1.4      | 2022 | 0.25m                    | No | 72mm               |
| 28mm            | 1.4      | 2019 | 0.28m                    | No | 77mm               |
| 35mm            | 2.0      | 2020 | 0.27m                    | No | 58mm               |
| 35mm            | 1.4      | 2019 | 0.30m                    | No | 67mm               |
| 35mm            | 1.4      | 2021 | 0.30m                    | No | 67mm               |
| 35mm            | 1.2      | 2019 | 0.30m                    | No | 82mm               |
| 40mm            | 1.4      | 2019 | 0.40m                    | No | 82mm               |
| 45mm            | 2.8      | 2019 | 0.24m                    | No | 55mm               |
| 50mm            | 2.0      | 2023 | 0.45m                    | No | 58mm               |
| 50mm            | 1.4      | 2019 | 0.40m                    | No | 77mm               |
| 50mm            | 1.4      | 2023 | 0.45m                    | No | 72mm               |
| 65mm            | 2.0      | 2020 | 0.55m                    | No | 62mm               |
| 70mm            | 2.8      | 2019 | 0.26m                    | No | 49mm               |
| 85mm            | 1.4      | 2019 | 0.85m                    | No | 86mm               |
| 85mm            | 1.4      | 2020 | 0.85m                    | No | 77mm               |
| 90mm            | 2.8      | 2021 | 0.50m                    | No | 55mm               |
| 105mm           | 2.8      | 2020 | 0.30m                    | No | 62mm               |
| 105mm           | 1.4      | 2019 | 1.00m                    | No | 105mm              |
| 135mm           | 1.8      | 2019 | 0.88m                    | No | 82mm               |
| 500mm           | 5.6      | 2024 | 3,20m                    | Sí | 92mm               |

### Sigma zoom SL
| Distància focal | Obertura | Any  | Distància mínima d'enfoc | IS | Diametre de filtre |
| --------------- | -------- | ---- | ------------------------ | -- | ------------------ |
| 14-24mm         | 2.8      | 2019 | 0.28m                    | No | -                  |
| 16-28mm         | 2.8      | 2022 | 0.25m                    | No | 72mm               |
| 24-70mm         | 2.8      | 2019 | 0.18m                    | No | 82mm               |
| 28-45mm         | 1.8      | 2024 | 0.50m                    | No | 82mm               |
| 28-70mm         | 2.8      | 2021 | 0.19m                    | No | 67mm               |
| 70-200mm        | 2.8      | 2023 | 0,65m                    | Sí | 77mm               |
| 60-600mm        | 4.5-6.3  | 2023 | 0.45m                    | Sí | 105mm              |
| 100-400mm       | 5-6.3    | 2020 | 1.10m                    | Sí | 67mm               |
| 150-600mm       | 5-6.3    | 2021 | 2.80m                    | Sí | 95mm               |
| 300-600mm       | 4.0      | 2025 | 2.80m                    | Sí | -                  |

### Leica fixos TL
| Distància focal | Obertura | Any  | Distància mínima d'enfoc | IS | Diametre de filtre |
| --------------- | -------- | ---- | ------------------------ | -- | ------------------ |
| 18mm            | 2.8      | 2017 | 0.30m                    | No | 39mm               |
| 23mm            | 2.0      | 2014 | 0.30m                    | No | 52mm               |
| 35mm            | 1.4      | 2015 | 0.40m                    | No | 60mm               |
| 60mm            | 2.8      | 2016 | 0.16m                    | No | 60mm               |

### Leica zoom TL
| Distància focal | Obertura | Any  | Distància mínima d'enfoc | IS | Diametre de filtre |
| --------------- | -------- | ---- | ------------------------ | -- | ------------------ |
| 11-23mm         | 3.5-4.5  | 2014 | 0.20m                    | No | 67mm               |
| 18-56mm         | 3.5-5.6  | 2014 | 0.45m                    | No | 52mm               |
| 55-135mm        | 3.5-4.5  | 2014 | 1.00m                    | No | 60mm               |

### Sigma fixos TL
| Distància focal | Obertura | Any  | Distància mínima d'enfoc | IS | Diametre de filtre |
| --------------- | -------- | ---- | ------------------------ | -- | ------------------ |
| 16mm            | 1.4      | 2020 | 0.25m                    | No | 67mm               |
| 30mm            | 1.4      | 2020 | 0.30m                    | No | 52mm               |
| 56mm            | 1.4      | 2020 | 0.50m                    | No | 55mm               |

### Sigma zoom TL
| Distància focal | Obertura | Any  | Distància mínima d'enfoc | IS | Diametre de filtre |
| --------------- | -------- | ---- | ------------------------ | -- | ------------------ |
| 18-50mm         | 2.8      | 2021 | 0.12m                    | No | 55mm               |
| 16-300mm        | 3.5-6.7  | 2025 | 0.17m                    | Sí | 67mm               |

### Extensors
El 2019, Panasonic va presentar dos extensors de distància focal, el 1.4x (DMW-STC14) i el 2x (DMW-STC20). Aquests, multipliquen la focal de l'objectiu per 1,4 o 2, perdent un pas de llum o dos passos, respectivament. Aquests, són compatibles amb els següents objectius: Lumix S PRO 70-200mm f/4 OIS, Lumix S Pro 70-200 f/2.8 OIS.
El 2020, Sigma va presentar dos extensors de distància focal, el 1.4x i el 2x. Aquests, multipliquen la focal de l'objectiu per 1,4 o 2, perdent un pas de llum o dos passos, respectivament. Aquests, son compatibles amb els següents objectius: Sigma 100-400mm f/5-6.3 DG DN OS, Sigma 150-600mm f/5-6.3 DG DN OS Sport, Sigma 105mm f/1.4 DG HSM Art.
El 2023, Leica va presentar un extensor de distància focal, el 1.4x. Aquest, multiplica la focal de l'objectiu per 1,4, a canvi de perdre un pas de llum. Aquest, és compatible amb l'objectiu Leica Vario-Elmarit-SL 70-200mm f/2.8 Asph i el Leica Vario-Elmar-SL 100-400mm f/5-6.3. El 2024 van presentar l'extensor de distància focal 2x, el qual multiplica la focal de l'objectiu per 2, a canvi de perdre dos passos de llum i és compatible amb els mateixos objectius que el 1.4x.

## Adaptadors
- Leica S-L: Permet utilitzar objectius amb muntura Leica S, en càmeres amb muntura L.[130]
- Leica R-L: Permet utilitzar objectius amb muntura Leica R, en càmeres amb muntura L.[131]
- Leica M-L: Permet utilitzar objectius amb muntura Leica M, en càmeres amb muntura L.[132]
- Leica PL-L: Permet utilitzar objectius amb muntura Arri PL, en càmeres amb muntura L. L'adaptador inclou una rosca per a trípode.[133]
- Sigma MC-21: Existeixen dues versions, una que permet utilitzar objectius amb muntura EF, en càmeres amb muntura L i un altre per a objectius amb muntura Sigma SA. Són compatibles amb un enfocament ràpid. L'adaptador inclou un suport per a trípode.[10]
- Sigma MC-31: Permet usar objectius amb muntura PL, en càmeres amb muntura L. Permet realitzar ajustos de cunya tant en la part de l'òptica com en el cos. L'adaptador inclou un suport per a trípode.[134]
- Sigma USB Dock UD-11: En combinació amb el software "Sigma Optimization Pro", permet actualitzar el firmware i personalitzar diversos paràmetres dels objectius de les sèries Art, Contemporary i Sports.[127]

## Terceres marques
Actualment, les següents marques (fora de l'aliança) fabriquen objectius amb muntura L:
- 7artisans[135]
- Irix[136]
- Kipon[137]
- Lensbaby[138]
- Meike[139]
- Meyer optik[140]
- Mitakon[141]
- NiSi[142]
- TTartisan[143]
- Venus optics[144]